# Richard August Reitzenstein
Richard August Reitzenstein (2 d'abril de 1861, Breslau - 23 de març de 1931, Göttingen) fou un filòleg i teòleg alemany protestant, pertanyent a l'Escola de la història de les religions.
La seva contribució a l'antiga recerca del Jesús històric la realitzà des de l'Escola de la història de les religions, buscant les relacions i influències que el gnosticisme i les religions mistèriques tingueren en la gènesi del Cristianisme primitiu.
Descriu l'origen oriental dels cultes gnòstics, sobretot de les religions irànies, com el mitraisme. A la mateixa regió nasqueren el maniqueisme i el mandeisme, que presenten el que s'ha denominat el «mite iranià de redempció». Segons Reitzenstein, aquest mite influí o generà la idea del Crist redemptor.
Reitzenstein no va aconseguir un suport consistent dels experts iranòlegs fins que Mark Lidzbarski va traduir el Tresor de la religió mandea.

## Obra
- Die hellenistischen Mysterienreligionen, ihre Grundgedanken und Wirkungen (Leipzig-Berlín, 1910).
- Studien zum Antiken Synkretismus (Leipzig-Berlín), 1926